# ライアン・ロングウェル
ライアン・ロングウェル（Ryan Longwell 1974年8月16日- ）はワシントン州シアトル出身の元アメリカンフットボール選手。NFLのグリーンベイ・パッカーズ、ミネソタ・バイキングス、シアトル・シーホークスに所属していた。現役時代のポジションはプレースキッカー。

## 経歴
ワシントン州シアトルで生まれた彼は、同州のピュアラップで育った後、オレゴン州ベンドに移り住んだ。子どもの頃の彼は、シアトル・シーホークスのジム・ゾーン、スティーブ・ラージェントなどを応援していた。ピュアラップの中学時代、彼のキックのホールダーを務めた中にはデイモン・ヒュアードもいた。ベンドの高校時代は、プレースキッカーと控えQBを務めた。また野球で三塁手を務めた。
1993年、カリフォルニア大学バークレー校に進学、プレースキッカーとパンターを務めた。4年次にはパンターとしてパシフィック・テン・カンファレンスのオールチームに、キッカーとしてセカンドチームに選ばれた。
1997年、当初はサンフランシスコ・フォーティナイナーズでロースター入りを目指したがウェーバーされ、グリーンベイ・パッカーズに入団した。パッカーズはこの年ドラフト3巡でブレット・コンウェイを指名していたが、ポジション争いに勝利した。
デンバー・ブロンコスに24-31で敗れた第32回スーパーボウルでは、1FG、3PATを決めている。
2005年、第14週のデトロイト・ライオンズ戦では、オーバータイムに決勝FGを成功、チームに3勝目をもたらした。
2006年3月、フリーエージェントとなった彼は、パッカーズの同地区ライバルであるミネソタ・バイキングスと契約を結んだ。バイキングスに加入して2試合目のカロライナ・パンサーズ戦では、オーバータイムの決勝FGを含む3本のFG、第4Qに、フェイクFGからの16ヤードのTDパスを成功させて、チームの全得点16点をたたき出し、16-13と勝利した。
2007年11月14日のサンディエゴ・チャージャーズ戦で58ヤードのFGを狙ったが失敗、エンドゾーンに転がったボールを相手選手のアントニオ・クロマティが拾い109ヤードのリターンTDをあげた。
2008年、第17週のニューヨーク・ジャイアンツ戦で試合終了間際に、50ヤードのFGを成功させ、チームは20-19と勝利、NFC北地区優勝が決まった。この週のNFC週間MVPスペシャルチーム部門に選ばれた。彼が選ばれるのは7回目であった。
2009年にはFG28回中26回成功（成功率92.2%）、2010年にはFG18回中17回成功（成功率94.4%）を記録した。
2011年、ロックアウト終了後にフリーエージェントとなったが、バイキングスと4年間1,200万ドルの契約を結んだ。この年、FG28回中22回成功（成功率78.6%）と成績を落とした。またキックオフの位置が30ヤード地点から35ヤード地点にルール変更され、キックオフで自己ベストの19回タッチバックとしたが、これはNFL28位タイの数字にとどまった。
1997年9月1日から2012年1月1日まで240試合連続で出場した。これはNFL7位タイの記録であり、キッカーとしては、モーテン・アンダーセンに次いで歴代2位である。
2012年のNFLドラフトでバイキングスがブレア・ウォルシュを指名すると、5月にロングウェルは解雇された。
2013年1月8日、ふくらはぎを負傷したスティーブン・ハシュカの代役を担うキッカーのトライアウトに他の3選手と参加、プレーオフの経験を買われて、シアトル・シーホークスと契約を結んだ。

## ブレット・ファーヴとの関係
彼はブレット・ファーヴの親友であり、2008年シーズン終了後、ニューヨーク・ジェッツからバイキングスにファーヴが加入した一因にはロングウェルの存在もあった。2010年、ファーヴの非公式スポークスマンを務めた。メディアはファーヴが現役を継続するのか引退するのか、ロングウェルに頻繁に聞き続けた。バイキングスのブラッド・チルドレスヘッドコーチより、スティーブ・ハッチンソン、ジャレッド・アレンとともにチームのチャーター機で、ミシシッピ州ハティスバーグに住むファーヴに現役継続を説得するために派遣された。同年8月17日、ミネソタ州の空港にロングウェルとファーヴが到着した際には、空港からバイキングスのオフィスに向かうロングウェルのSUVをテレビ局のヘリコプターが追跡した。

## 記録
パッカーズチーム記録
- 1,054得点
- FG成功数 226回
- 最長FG成功 54ヤード